# Танана (народ)
Танана — коренной народ Аляски, индейцы атабаскской этнолингвистической группы, проживающий на реке Танана (танана: Tth’itu' — «прямая вода»; коюкон: Tene No' — «водная тропа»), Внутренней Аляске, США, немного в общине Уайт-Ривер на территории Юкон (Канада).
Численность на 2017 год составляет 900 человек (нижние танана — 400, танакросс — 200, верховые танана — 300).
Танана считаются одним из наиболее закрытых коренных народов Северной Америки.

## Этноним
Самоназвание Dene переводится «люди». На нижнем танана Ten Xʉt'ænæ значит «торговые люди», на языке гвичин — Tanan Gwich’in «люди с реки Танана».

## Язык
Язык танана входит в языковую семью на-дене, распространённой в Субарктическом регионе, и является диалектом атапаскских языков эяк-атабаскской лингвистической подсемьи. Не будучи письменным языком изначально, сегодня испытывает проблемы с нормами орфографии. От деревни к деревни этого народа диалекты значительно различаются в связи с изолированным, закрытым образом жизни.
Диалекты чена (вымер в 1976 году) и сача-гудпастер (вымер в 1993 году).
Общее число говорящих на языке танана — 130 человек, из которых 30 в возрасте от 60 лет владеют родным языком. Майкл Краусс в 1961 году первым проделал лингвистическую работу, которую продолжил Джеймс Кари. В 1992 году на языке танана вышел сборник записанных Крауссом рассказов Тедди Чарли со словариком Дж. Кари. В 2009 году Сири Таттл выпустил карманный словарь языка нижний танана.

## История

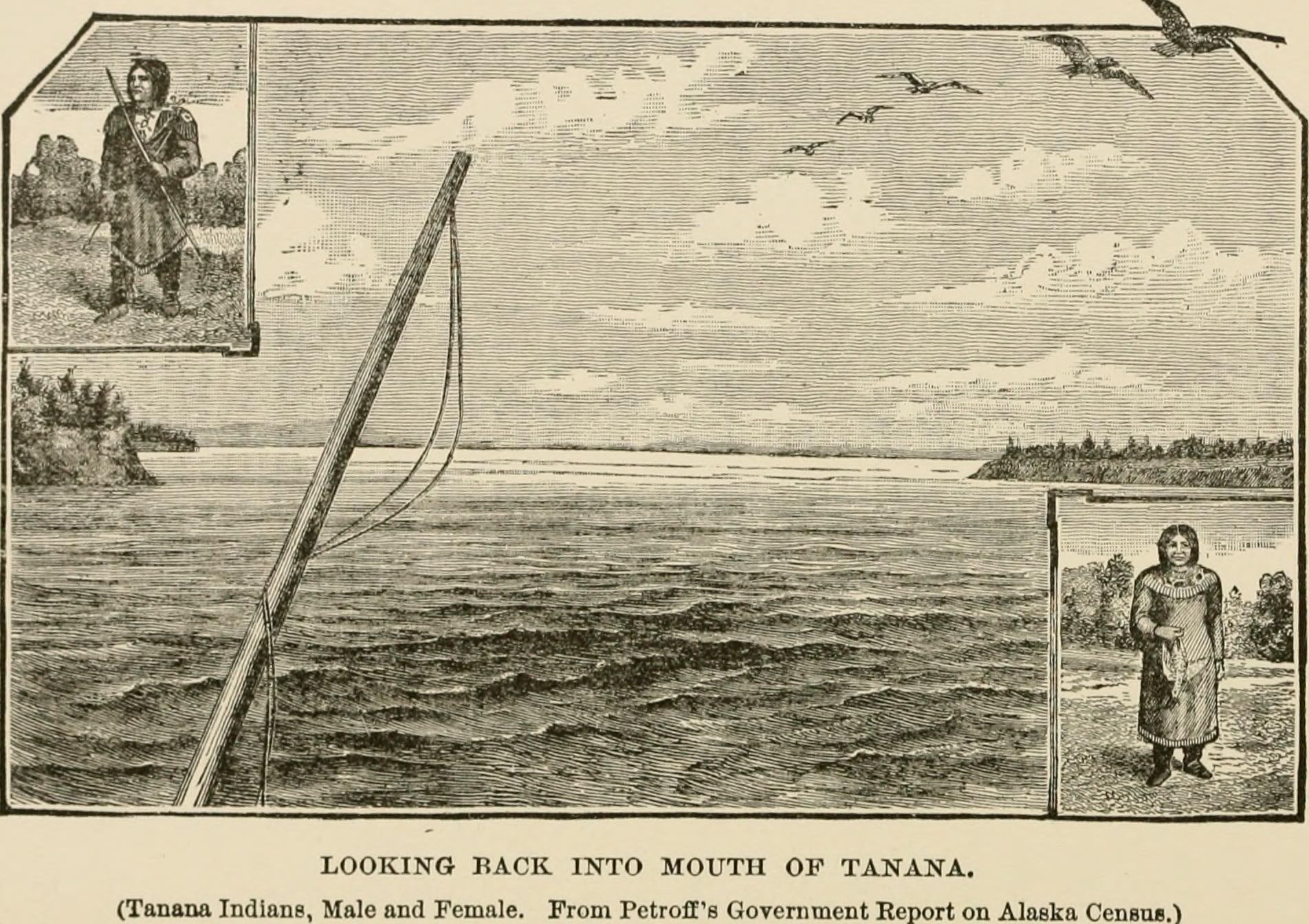
Изображение мужчины и женщины танана (из отчёта Ивана Петрова, 1890)

Доподлинно неизвестно о точном времени начала торговли с европейцами. Оно может относиться к 1840-м годам, когда коюкон, танана и кучины собирались в поселении танана Nurlukayet («между реками» — часть современного города Танана) у слияния рек Юкон и Танана на ежегодный праздник. Здесь народы общались, торговали между собой и русскими из Нулато (основано в 1838), представителями компании «Hudsons' Bay» из Форт-Юкон (основано в 1847). До 1850 года танана могли через торговлю и обмен с соседними племенами (атна, хан, тутчоне) получать привозимые на Аляску товары русскими с запада, англичанами и американцами с востока.
До 1885 года в данном регионе не было исследовательских экспедиций до прихода американского лейтенанта Генри Т. Аллена. В 1898 году геолого-разведывательную работу проделал А. Х. Брукс. Танана считаются народом, который последний из американских индейцев установил прочные контакты с европейцами, и по сей день предпочитают жить дизинтегрированно.
После продажи Аляски торговые компании начали активно продвигаться в глубь Аляски, устанавливать торговые точки вдоль рек.
Численность населения в 1870-х годах, согласно Уильяму Хэйли Доллу, составляла 150 семей. Иван Петров в 1880 году отмечал число жителей 700—800 человек. Эпидемия скарлатины 1868 года должна была унести немало жизней также, как и в племени кучинов.
С началом золотой лихорадки в 1880-х годах танана оставили насиженные места и перебрались вниз по течению реки Танана. Они занимались торговлей или обменом, сплавляли по реке желающих, добывали пушнину. Развитие торговли привлекло внимание администрации к области нижнего течения Танана и Юкон для организации почтового и образовательного учреждений, религиозной миссии. В 1913 году на реке Чисана золотодобытчики в холодную зиму зарезали 2 тысячи горных овец, много оленей, отчего танана пришлось искать новые места для сезонной охоты. Чтобы оградить от развращения пришлыми местного населения представители церкви учредили обособленные поселения на реках Юкон и Танана: Ненана (1907), Чена (1908), деревня Сальчакет (1909) и Танакросс (1912). До 1930-х годов в традиционной зоне расселения танана селилось крайне мало представителей других народов, а к 1940 последнее кочевое племя танана осело.

## Описание

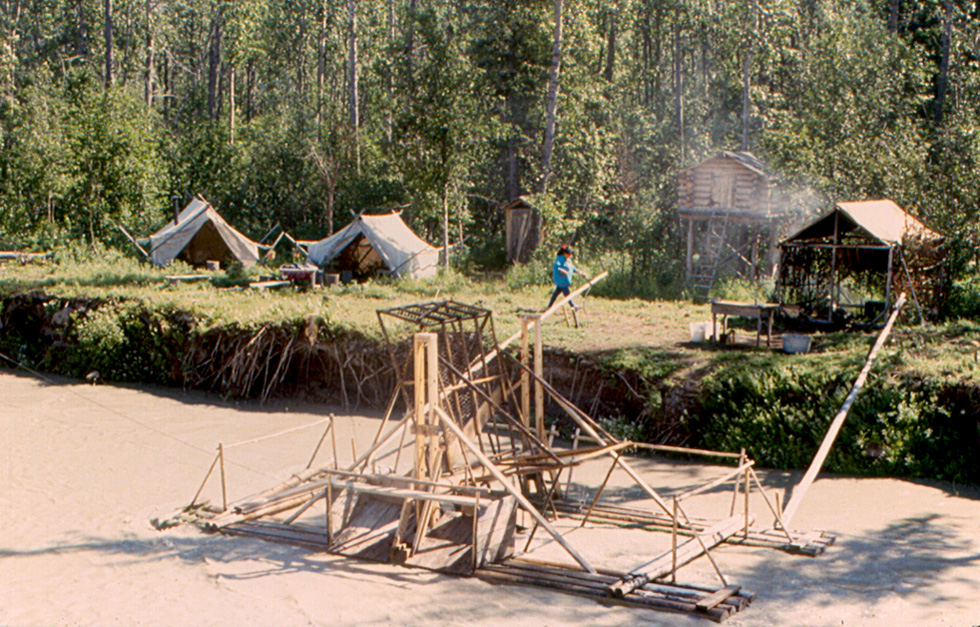
Рыбное колесо на реке Танана и поселение нижних танана в 1997 году.

Народ танана делится на три подгруппы: Танана, Танакросс и Верхние Танана. С севера танана граничат с народами хан и кучин, с коюконами — на западе, с танаина и атна — на юге, с тутчонами — на востоке. Родственным к танана считаются набесна (верховые танана) на реках Набесна и Чесана. Народ набесна делится на четыре группы: Nutzotin, Khiltats, Santotin, Scottie Creek.
Люди танана были превосходными торговцами (особенно с хан и коюконами), хотя жили изолированно, поскольку считались своими соседями агрессивными. Жили танана на расстоянии около 640 км (400 миль) с соседями и доверяли более соседям иного происхождения, нежели родственным танана издалека.
Как и большинство атабасков, нижние танана разделяют рассказы на исторические (neenaatthehda') и легендарные (yaaniida'). Последние МакКенан подразделяет на: истории древнего путешествия (рассказываются только при декабрьской луне), истории Ворона, разные истории.

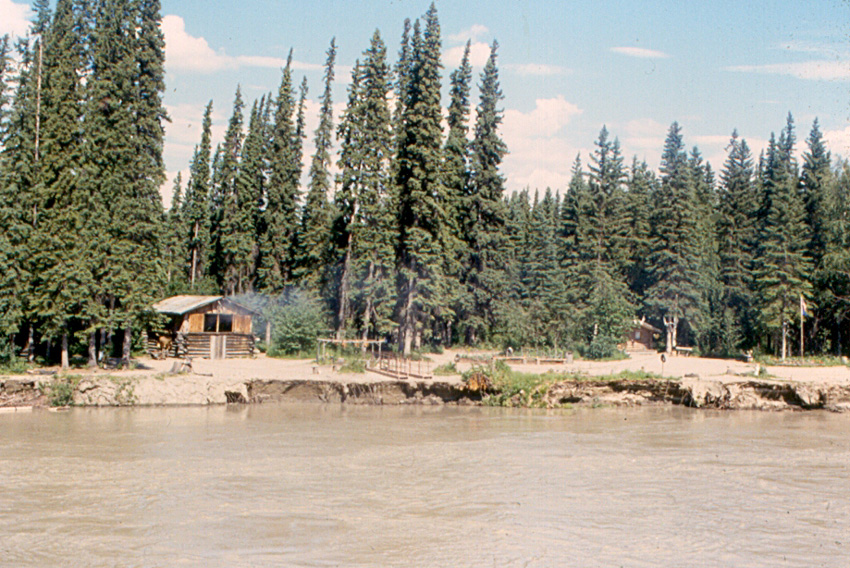
Поселение нижних танана на реке Чена в 1997 году.

У индейцев атабаскской этнолингвистической группы существовало поверье о том, что «раньше все животные были людьми» и могли понимать человеческий язык и даже говорить на нём.
Особых празднеств инициации танана не проводили. Когда у мальчика ломался голос, ему не следовало употреблять мясо утки или дикобраза, чтобы не было прыщей. Также верили, что если юноша свои первые бакенбарды привяжет к дереву, он разбогатеет. До оглашения пубертатного возраста девушек изолировали от общества на 3-4 месяца, в которые дозволялось выходить с закрытым лицом. Ограничения растягивались на целый год, охватывая также запреты на некоторые виды пищи, предписывали прятать лицо от солнца и взглядов мужчин. До времени исследований МакКеннана в 1959 году пространство девушек танана в доме ограничивалось тесным уголком с одеялом, предписаниями многочисленных табу.